# Технічний параметр
Пара́метр у техніці або техні́чний пара́метр — характеристика окремої властивості об'єкта або процесу, яка допускає кількісну оцінку.
Параметр — це узагальнена назва певної фізичної, геометричної чи іншої властивості пристрою (процесу). Це можуть бути, наприклад, розмір, швидкість, електрична напруга тощо. Вивченням видів параметрів, вимірюваннями, методами і засобами забезпечення їх єдності та способами досягнення необхідної точності займається метрологія.

## Класифікація технічних параметрів
Види параметрів визначаються видом технічних об'єктів (процесів). Наприклад, в механічних системах такими величинами є механічні параметри: маса, коефіцієнт тертя, момент інерції, натяг тощо.; для теплових процесів параметрами зазвичай служать теплотехнічні параметри: теплоємність, тепловий потік, температуропровідність тощо; з електричних параметрів найхарактернішими є електричний опір, індуктивність, електрична ємність.
Фізичні процеси, що відбуваються у системі, описуються рівняннями, що пов'язують змінні величини цих процесів. Параметри зазвичай входять в коефіцієнти рівнянь, вони можуть бути сталими або змінними, що залежать від часу чи координат.
Параметри об'єкта (пристрою, системи) або процесу можуть бути зосередженими або розподіленими у площині чи/та просторі. Характерний приклад системи з розподіленими параметрами — лінія електропередачі, у якої індуктивність, ємність, електричний опір розподілені по всій довжині лінії. Прикладом зосередженого параметра може служити навантаження на балку, прикладене на малій у порівнянні з довжиною балки ділянці.
Параметри у техніці за видом відношення до об'єкта (процесу) поділяються на вхідні, внутрішні і вихідні.
Вхідні (зовнішні) параметри відображають зовнішні вимоги до об'єкта. Їх величини або характер зміни з тією або іншою точністю відомі. Частина цих параметрів, що істотно впливають на стан і характеристики об'єкта, називають керувальними.
Частина вхідних параметрів, які характеризують виконувану пристроєм (процесом) функцію, відносять до функціональних параметрів. Ці параметри уже відомі в процесі проєктування.
Внутрішні параметри характеризують стан і властивості самого пристрою (процесу). Їх значення визначаються або уточнюються в процесі проєктування. Вони необхідні для обґрунтування прийнятих рішень, характеристики властивостей пристрою та інших цілей.
Частина вхідних параметрів і розрахованих внутрішніх параметрів пристрою (процесу) може використовуватися як вихідні дані для проєктування іншого, взаємозалежного пристрою (процесу) або його моделі. Такі параметри називаються вихідними параметрами для розглянутого пристрою (процесу) і вхідними — для іншого, що підлягає розгляду.
Наприклад, для пристрою «ліфт» вхідними параметрами будуть, наприклад, маса вантажу (функціональний параметр) і висота його підйому, термін служби (вони задаються, приходять ззовні), а внутрішніми, наприклад, діаметр і матеріал троса, розміри кабіни ліфта (вони визначаються, характеризують конструкцію). Для пристрою «шахта ліфта» попередньо встановлені розміри кабіни ліфта будуть вхідними параметрами і одночасно вихідними параметрами для пристрою «ліфт».
Деякі параметри можуть виступати у вигляді узагальнених параметрів, що поєднують в собі низку властивостей. Ці параметри застосовують, коли не є потрібною зайва конкретизація при вирішенні задачі, або викликає потребу в додаткових спеціальних знаннях. Однак при такому параметрі має бути посилання на документ, що однозначно розкриває його зміст.
Наприклад, марка (назва) матеріалу сталі 45 за ДСТУ 7809:2015 Вона містить дані про склад, умови виготовлення та інші властивості матеріалу і є узагальненим параметром, скажімо, для проєктувальника, але не для матеріалознавців чи металурга.

## Значення технічних параметрів
В залежності від того, що характеризують значення параметрів — реальний об'єкт чи його модель, ці значення поділяють на дійсні і нормовані. Для зручності запису використовують номінальне значення параметра, тобто таке його значення, яке служить можливим початком відліку дійсних і гранично допустимих відхилень параметра.

### Нормоване значення параметра
Нормоване значення параметра — це теоретичне значення, яке характеризує ознаки моделі. Виражається граничними допустимими значеннями параметра. Виріб, параметри якого будуть перебувати всередині інтервалу, утвореного цими гранично допустимими значеннями, вважається працездатним і може використовуватися за призначенням. Наприклад, довжина стрижня, зазначена у кресленику, становить 98…104 мм. Це — нормоване значення параметра, а 98 і 104 — гранично допустимі його значення.
Якщо одне з граничних значень дорівнює нулю або нескінченності, то воно не вказується, а мається на увазі. Наприклад, твердість поверхні деталі повинна бути не меншою НВ180, що означає 180 … ∞. Або, наприклад, гранична маса вантажу, що піднімається — 200 кг, що відповідає 0 … 200.
Для марки матеріалу, наприклад, сталі, гранично допустимі значення вказуються у відповідному їй державному стандарті.
Величина інтервалу, обмеженого граничними значеннями параметрів, називається допуском параметра. Він позначається буквою T (у попередньому прикладі Т = 104-98 = 6 мм). Сама ж область допустимих значень параметрів називається полем допуску.

### Дійсне значення параметра
Дійсне значення параметра — значення параметра, знайдене експериментальним шляхом і настільки наближене до істинного, що його можна використати замість істинного значення для поставленої задачі.
Його визначають шляхом випробувань або вимірювального експерименту з точністю, достатньою для контролю цього параметра. Зазвичай кожне заміряне дійсне значення є унікальним, тому що його величина залежить від зовнішніх умов, умов виготовлення, способу і точності вимірювання та багатьох інших факторів. З метою підвищення достовірності знання значення параметра проводять серію вимірювань, результати яких будуть мати розкид усередині якогось інтервалу та піддають статистичній обробці.

### Номінальне значення параметра
Номінальне значення параметра (від лат. nominalis — іменований, умовно названий) визначається технічними умовами заводу-виробника або іншими регламентними документами (наприклад, державними стандартами) і може мати розкид значень, що відображає якість проєктування та виготовлення виробу.
Номінальне значення параметра призначається суб'єктивно людиною або є результатом операцій (розрахунків, вимірювань, випробувань) з такими ж номінальними параметрами. Наприклад, довжину стрижня, що вказана на кресленику, можна записати у вигляді 101±3 мм. Тут 101 — номінальне значення, ±3 — відхилення, що задають граничні значення параметра (98…104). У наведеному прикладі номінальне значення обрано із середини інтервалу значень і, як наслідок відхилення будуть симетричними. Якщо ж як номінальне значення взяте кругле число 100, то форма запису даного нормованого параметра набуде такого вигляду {\displaystyle ~\varnothing 100_{-2}^{+4}}, де +4 — величина верхнього граничного відхилення (100+4), −2 — нижнього (100+(-2)).
При виборі номінальних значень параметрів виробів, що проєктуються і виготовляються керуються науково обґрунтованими рядами чисел (номіналів). Такі ряди будуються переважно на основі арифметичної чи геометричної прогресій. Переважними ці числа називаються тому, що їм надають перевагу при конструюванні та розрахунках характеристик однотипних виробів. Вибір розмірів машин, вузлів, деталей і матеріалів за закономірним рядом переважних чисел є однією з необхідних умов для широкого розвитку для стандартизації, що забезпечує їх уніфікацію.
Часто, хоча це не завжди виправдано, оперують тільки номінальними значеннями параметрів, що спрощує розрахунки та може вносити суттєві похибки у результати обчислень.
У реальному житті розкид дійсних значень параметрів неминучий. Але виріб вважається придатним, якщо дійсні значення його параметрів потрапляють в інтервал, що задається граничними значеннями нормованого параметра. Тому в документації (особливо призначеній для інших користувачів — замовника, виконавця, покупця, інших фахівців), прийнято наводити нормовані значення параметрів, а не вказувати лише їх номінальні значення.
Параметр — є узагальненою назвою тієї чи іншої фізичної властивості об'єкта і у кожному конкретному випадку його значення може розглядатись як дійсне, номінальне чи допустиме. Наприклад, для геометричного розміру це, відповідно, дійсний розмір, номінальний розмір та допустимий розмір.

## Отримання значення технічного параметра
Значення параметрів можуть бути отримані такими методами:
- вимірюванням і, за потреби, наступним перерахунком у потрібні характеристики;
- розрахунком на основі математичних моделей;
- статистичними методами або безпосереднім поштучним обліком;
- органолептичними методами, тобто органами зору, слуху, нюху, смаку, дотику. Для цього залучають експертів, використовують спеціальні прилади тощо;
- соціологічними дослідженнями, наприклад, опитуванням та обліком думок певних груп людей;
- методами експертних оцінок.